# Gerlitzen
Il Gerlitzen (1.909m s.l.m.) è una montagna dell'Austria, situata nello stato della Carinzia, nel comune di Arriach, il nome deriva dalla parola gorelice, la cui radice slava goreti significa "bruciare", in riferimento a una regione in cui gli incendi erano frequenti.

## Descrizione
La cima del monte raggiunge un'elevazione di 1.909m, dalla quale si ha una visuale di Villaco e del lago Ossiacher.
Si svolgono gare dei campionati austriaci di sci alpino.